# Phytomyza thymi
Phytomyza thymi este o specie de muște din genul Phytomyza, familia Agromyzidae, descrisă de Erich Martin Hering în anul 1928.
Este endemică în Elveția. Conform Catalogue of Life specia Phytomyza thymi nu are subspecii cunoscute.